# Ligne 9 du métro de Nankin
La ligne 9 du métro de Nankin (chinois traditionnel : 南京地鐵九號線 ; chinois simplifié : 南京地铁九号线)  est une ligne qui est en construction du métro de Nankin. C'est une ligne sud-nord qui relie le district de Xuanwu avec le district de Jianye au sud. De Nouvelle ville de Hongshan à Grand-Théâtre de Jiangsu, la ligne comporte 16 stations et 19,5 km en longueur.

## Histoire
| Section                    | Section                  | Date d'ouverture | Longueur km | Stations |
| -------------------------- | ------------------------ | ---------------- | ----------- | -------- |
| Nouvelle ville de Hongshan | Grand-Théâtre de Jiangsu |                  | 19.5        | 16       |

## Caractéristiques

### Liste des stations
| Services                     | Nom de station                            | Nom de station       | Nom de station                                        | Connexions     | Positionne à |
| Services                     | Français                                  | Chinois              | Anglais                                               | Connexions     | Positionne à |
| ---------------------------- | ----------------------------------------- | -------------------- | ----------------------------------------------------- | -------------- | ------------ |
| Voie mère (en construction)  |                                           |                      |                                                       |                |              |
| 9-1                          | Ville nouvelle de Hongshan                | 紅山新城             | Hongshanxincheng(Hongshan New Town)                   | Ligne6         |              |
| 9-2                          | Rue Hongshan                              | 紅山路               | Hongshan Road                                         |                |              |
| 9-3                          | Gare de Nankin                            | 南京站               | Nanjing Railway Station                               | Ligne1・Ligne3 |              |
| 9-4                          | Zhongyangmen                              | 中央門               | Zhongyangmen                                          |                |              |
| 9-5                          | Rue Zhongfu                               | 鍾阜路               | Zhongfulu(Zhongfu Road)                               | Ligne7         |              |
| 9-6                          | Place de Rue Siping                       | 四平路廣場           | Sipinglu Squure                                       |                |              |
| 9-7                          | Xiaguan                                   | 下關                 | Xiaguan                                               | Ligne5         |              |
| 9-8                          | Baiyunting                                | 白雲亭               | Baiyunting                                            |                |              |
| 9-9                          | Rivière Sancha                            | 三汊河               | Sanchahe                                              |                |              |
| 9-10                         | Longjiang                                 | 龍江                 | Longjiang                                             | Ligne4         |              |
| 9-11                         | Guanziqiao                                | 管子橋               | Guanziqiao                                            | Ligne13        |              |
| 9-12                         | Jiangdongmen                              | 江東門               | Jiangdongmen                                          |                |              |
| 9-13                         | Rue Qingjiang Sud                         | 清江南路             | Qingjiang South Road                                  | Ligne2-9       |              |
| 9-14                         | Rivière Shangxin                          | 上新河               | Shangxinhe                                            |                |              |
| 9-15                         | Jardin d'exposition verte                 | 綠博園               | Luboyuan ( Nanjing greening Exhibition Park)          | Ligne10        |              |
| 9-16                         | Grand-Théâtre de Jiangsu・Place de Xianfa | 江蘇大劇院・憲法廣場 | Jiangsu Centre for the Performing Arts・Xianfa Square | Ligne17        |              |
| Prolongemenr Sud (en projet) |                                           |                      |                                                       |                |              |
| 9-...                        |                                           |                      |                                                       |                |              |